# Day 'n' Nite
Day 'n' Nite è un brano musicale del cantante alternative hip hop Kid Cudi, pubblicato come suo singolo di debutto, in collaborazione con l’artista emergente Ded Lynch. È stato prodotto da Dot Da Genius e pubblicato, a febbraio 2008, come primo singolo estratto dall'album Man on the Moon: The End of Day, in cui il brano è però elencato con il titolo Day 'n' Nite (Nightmare). La canzone ha ottenuto oltre 2 milioni di download digitali negli Stati Uniti.
La canzone è stata remixata nel giugno 2008 dal duo di produttori italiani Crookers, riuscendo ad entrare nuovamente in classifica. Il brano è stato citato dalla rivista Rolling Stone come uno dei migliori venticinque del 2009. Altri remix del brano sono stati eseguiti da Young Cash, Pitbull, Jim Jones, Collie Buddz, Jermaine Dupri, Trey Songz, Styles P, Young Dro, Aidonia, K'naan, Chamillionaire e Chiddy Bang.
Il brano ha permesso a Kid Cudi di ottenere una nomination agli MTV Video Music Award come miglior nuovo artista e due ai Grammy Awards come miglior performance rap e miglior canzone rap.

## Tracce
CD-Maxi ARS 1797283 (UMG) [be] / EAN 0602517972834
1. Day 'n' Nite (Radio Edit) – 2:43
2. Day 'n' Nite (Bimbo Jones Radio Edit) – 3:09
3. Day 'n' Nite (Club Mix) – 4:42
4. Day 'n' Nite (Original Mix) – 3:41

CD-Maxi Ministry Of Sound 0195737MIN / EAN 4029758957370
1. Day 'n' Nite (Radio Edit) – 2:43
2. Day 'n' Nite (Original Hip Hop Mix) – 3:41
3. Day 'n' Nite (Mobin Master Edit) – 3:08
4. Day 'n' Nite (D.O.N.S. Remix) – 8:23
5. Day 'n' Nite (Instrumental) – 4:42
6. Day 'n' Nite (Video) – 2:43

## Classifiche

### Classifiche settimanali
| Classifica (2008-09) | Posizione massima |
| -------------------- | ----------------- |
| Australia            | 15                |
| Austria              | 19                |
| Belgio (Fiandre)     | 2                 |
| Belgio (Vallonia)    | 3                 |
| Canada               | 10                |
| Danimarca            | 11                |
| Finlandia            | 18                |
| Francia              | 8                 |
| Germania             | 13                |
| Irlanda              | 13                |
| Nuova Zelanda        | 11                |
| Paesi Bassi          | 4                 |
| Regno Unito          | 2                 |
| Stati Uniti          | 3                 |
| Svezia               | 31                |
| Svizzera             | 18                |

### Classifiche di fine anno
| Classifica (2009) | Posizione |
| ----------------- | --------- |
| Australia         | 84        |
| Austria           | 59        |
| Belgio (Fiandre)  | 10        |
| Belgio (Vallonia) | 17        |
| Canada            | 62        |
| Francia           | 38        |
| Paesi Bassi       | 88        |
| Stati Uniti       | 28        |
| Svizzera          | 50        |